# Telenet-Fidea/Saison 2016
Dieser Artikel listet Erfolge und Fahrer des Radsportteams Telenet-Fidea in der Saison 2016 auf.

## Abgänge – Zugänge
| Zugänge     | Team 2015           | Abgänge            | Team 2016  |
| ----------- | ------------------- | ------------------ | ---------- |
| Eli Iserbyt | Young Telenet-Fidea | Niels Wubben       | Unbekannt  |
|             |                     | Jens Vandekinderen | Kalas-NNOF |

## Mannschaft
| Teamkader 2016                            | Teamkader 2016    | Teamkader 2016 | Teamkader 2016  |
| Name                                      | Geburtsdatum      | Land           | Vorheriges Team |
| ----------------------------------------- | ----------------- | -------------- | --------------- |
| Jim Aernouts                              | 23. März 1989     | Belgien        |                 |
| Thijs Aerts (1. Mai–31. Dez.)             | 3. November 1996  | Belgien        |                 |
| Toon Aerts                                | 19. Oktober 1993  | Belgien        |                 |
| Nicolas Cleppe                            | 12. Dezember 1995 | Belgien        |                 |
| Kobe Goossens                             | 29. April 1996    | Belgien        |                 |
| Quinten Hermans                           | 29. Juli 1995     | Belgien        |                 |
| Eli Iserbyt (1. Jan.–19. Jun.)            | 22. Oktober 1997  | Belgien        |                 |
| Tom Meeusen                               | 7. November 1988  | Belgien        |                 |
| Daan Soete                                | 19. Dezember 1994 | Belgien        |                 |
| Thijs van Amerongen                       | 18. Juli 1986     | Niederlande    |                 |
| Corné van Kessel                          | 7. August 1991    | Niederlande    |                 |
|                                           |                   |                |                 |
| Quellen: ProCyclingStats Cycling Archives |                   |                |                 |

Anmerkung: Jim Aernouts